# Società Sportiva Barletta Calcio 2013-2014
Questa voce raccoglie le informazioni riguardanti la Società Sportiva Barletta Calcio nelle competizioni ufficiali della stagione 2013-2014.

## Divise e sponsor
Lo sponsor tecnico per la stagione 2013-2014 è Legea e lo sponsor ufficiale è Bicap. La prima maglia è del kit Salonicco e presenta strisce verticali bianche e rosse, mentre nei dettagli ha loghi ricamati, strisce sublimatiche, inserti in tessuto traforato, tessuto treetech, collo in costina bicolore.
La seconda maglia è del kit Brema ed è di colore argento e nei dettagli ha tessuto tretech, mesh laterale, inserti bicolore, loghi ricamati.
La terza maglia è del kit Goteborg ed è di colore blu e nei dettagli ha tessuto tretech, loghi ricamati.
La maglia portiere è del kit Delle Alpi e può avere come colore il verde, giallo, fucsia. Nei dettagli presenta loghi ricamati, collo e polso in costina, imbottitura protettiva.
| 1^ Maglia | 2^ Maglia | 3^ Maglia | 1^ Maglia portiere | 2^ Maglia portiere | 3^ Maglia portiere |  |

## Organigramma societario
Dal sito internet ufficiale della società
Area direttiva:
- Presidente: Roberto Tatò
- Vice Presidente: Michele Piccolo
- Responsabile Amministrazione Finanza e Controllo: Michele Piccolo
- Sindaco Unico: Francesco Sfrecola
- Direttore Generale e Sportivo: Gabriele Martino fino al 4 aprile 2014[5]

Area comunicazione
- Information Technology: Giuseppe Savino
- Matchday Area Media: Rosario Dimastromatteo
- Referente Integrity: Giuseppe Russo

Area marketing
- Marketing e Comunicazione: Michela Stella

Area organizzativa
- Segretario Generale: Domenico Damato
- Segretario Sportivo: Dario Caporusso
- Delegato Sicurezza: Dario Caporusso
- Rapporti Tifoseria: Domenico Damato
- Addetti al magazzino: Damiano Montereale e Costantino Dicorato

Area tecnica:
- Allenatore: Nevio Orlandi,[1] dal 4 aprile 2014 Marco Carrara
- Allenatore in seconda: Marco Carrara,[1] dal 4 aprile 2014 Nicola Di Leo
- Preparatore dei portieri: Nicola Di Leo
- Preparatore fisico e atletico: Luigi Mondilla,[1] dal 4 aprile 2014 Maurizio Nanula
- Preparatore atletico differenziato: Maurizio Nanula
- Team Manager: Ruggiero Dicorato

Area sanitaria
- Responsabile area sanitaria: Emanuele Caputo
- Medico sociale: Alessandro Canfora
- Fisioterapista e Osteopata: Tommaso De Ruvo
- Fisioterapista: Giuseppe Scommegna

Consulenze esterne
- Consulenze legali: Studio Legale Grassani Urbinati & Associati
- Consulenze mediche: Villa Stuart Sport Clinic Roma

### Rosa
| N. |                    | Ruolo | Calciatore            |
| -- | ------------------ | ----- | --------------------- |
|    | Italia (bandiera)  | P     | Marco Cilli           |
|    | Italia (bandiera)  | P     | Luca Liverani         |
|    | Italia (bandiera)  | P     | Matteo Vaccarecci     |
|    | Italia (bandiera)  | D     | Vincenzo Camilleri    |
|    | Italia (bandiera)  | D     | Marco Cane            |
|    | Italia (bandiera)  | D     | Dario Donato Cascione |
|    | Italia (bandiera)  | D     | Benito Cicerelli      |
|    | Italia (bandiera)  | D     | Fabrizio Di Bella     |
|    | Italia (bandiera)  | D     | Daniele Guglielmi     |
|    | Italia (bandiera)  | D     | Thomas Lorito         |
|    | Italia (bandiera)  | D     | Federico Maccarone    |
|    | Italia (bandiera)  | D     | Luca Pellegrino       |
|    | Italia (bandiera)  | D     | Andrea Pippa          |
|    | Italia (bandiera)  | D     | Pasquale Ranieri      |
|    | Italia (bandiera)  | D     | Fabio Romeo           |
|    | Italia (bandiera)  | C     | Riccardo Allegretti   |
|    | Italia (bandiera)  | C     | Mario Arbotti         |
|    | Italia (bandiera)  | C     | Remo Basso            |
|    | Francia (bandiera) | C     | Jonathan Bijimine     |
|    | Italia (bandiera)  | C     | Oscar Branzani        |

| N. |                      | Ruolo | Calciatore           |
| -- | -------------------- | ----- | -------------------- |
|    | Italia (bandiera)    | C     | Filippo Caruso       |
|    | Italia (bandiera)    | C     | Andrea D'Errico      |
|    | Brasile (bandiera)   | C     | Augusto Ferreira     |
|    | Francia (bandiera)   | C     | Guillaume Legras     |
|    | Italia (bandiera)    | C     | Carlo Ilari          |
|    | Argentina (bandiera) | C     | Alessio Innocenti    |
|    | Italia (bandiera)    | C     | Jacopo Mantovani     |
|    | Italia (bandiera)    | C     | Antonio Matera       |
|    | Austria (bandiera)   | C     | Jürgen Prutsch       |
|    | Italia (bandiera)    | C     | Pasquale Valentino   |
|    | Italia (bandiera)    | A     | Leandro Campagna     |
|    | Italia (bandiera)    | A     | Emanuele Cicerelli   |
|    | Italia (bandiera)    | A     | Simone Andrea Ganz   |
|    | Italia (bandiera)    | A     | Christian La Forgia  |
|    | Italia (bandiera)    | A     | Andrea La Mantia     |
|    | Italia (bandiera)    | A     | Andrea Mastroberti   |
|    | Italia (bandiera)    | A     | Giovanni Morsillo    |
|    | Italia (bandiera)    | A     | Antonio Giulio Picci |
|    | Slovenia (bandiera)  | A     | Dejan Žigon          |

## Calciomercato

### Sessione estiva(dall'1/7/2013 al 2/9/2013)
| Acquisti | Acquisti              | Acquisti         | Acquisti                                     |
| R.       | Nome                  | da               | Modalità                                     |
| -------- | --------------------- | ---------------- | -------------------------------------------- |
| C        | Oscar Branzani        | Cittadella       | compartecipazione                            |
| D        | Vincenzo Camilleri    | Reggina          | prestito                                     |
| D        | Marco Cane            | Genoa            | definitivo                                   |
| C        | Arturo Caputo         | Soccer Trani     | fine prestito                                |
| D        | Dario Donato Cascione | Bari             | prestito                                     |
| A        | Domenico Ceci         | Audace Cerignola | fine prestito                                |
| C        | Andrea D'Errico       | Fidelis Andria   | definitivo                                   |
| D        | Alessandro De Leidi   | Atalanta         | riscatto compartecipazione                   |
| A        | Michele De Lucia      | FC Francavilla   | fine prestito                                |
| D        | Fabrizio Di Bella     | Livorno          | definitivo                                   |
| D        | Michele Ferrara       | FC Francavilla   | fine prestito                                |
| A        | Daniel Ferreira       | Varese           | riscatto compartecipazione (nessun deposito) |
| C        | Guillaume Legras      | Montpellier      | definitivo                                   |
| C        | Carlo Ilari           | Juventus         | prestito                                     |
| A        | Andrea La Mantia      | Frosinone        | definitivo                                   |
| D        | Federico Maccarone    | Chievo           | compartecipazione                            |
| C        | Jacopo Mantovani      | Renate           | definitivo                                   |
| A        | Antonio Giulio Picci  | Brescia          | definitivo                                   |
| C        | Jürgen Prutsch        | Livorno          | definitivo                                   |
| P        | Matteo Vaccarecci     | Frosinone        | definitivo                                   |
| P        | Giacomo Volpe         | Juventus         | prestito                                     |
| C        | Giacomo Zappacosta    | Lecce            | fine prestito                                |

| Cessioni | Cessioni            | Cessioni          | Cessioni                      |
| R.       | Nome                | a                 | Modalità                      |
| -------- | ------------------- | ----------------- | ----------------------------- |
| D        | Marco Angeletti     |                   | svincolato                    |
| C        | Remo Basso          | Termoli           | prestito                      |
| A        | Riccardo Barbuti    | Sassuolo          | risoluzione compartecipazione |
| D        | Lorenzo Burzigotti  | Reggina           | fine prestito                 |
| D        | Luca Calapai        | Catania           | fine prestito                 |
| C        | Arturo Caputo       |                   | svincolato                    |
| A        | Mirko Carretta      | Benevento         | fine prestito                 |
| D        | Ruggiero Cavaliere  | Real Barletta     | prestito                      |
| A        | Domenico Ceci       |                   | svincolato                    |
| C        | Jacopo Dall'Oglio   | Reggina           | fine prestito                 |
| D        | Alessandro De Leidi | Cittadella        | compartecipazione             |
| C        | Jacopo Dezi         | Napoli            | fine prestito                 |
| C        | Demaj Klisman       | Soccer Trani      | prestito                      |
| C        | Giovanni Maralfa    | Soccer Trani      | prestito                      |
| D        | Francesco Mazzarani | Aprilia           | definitivo                    |
| C        | Fabio Meduri        | Cosenza           | definitivo                    |
| D        | Lúan Menegaz        | Empoli            | fine prestito                 |
| C        | Matteo Meucci       |                   | svincolato                    |
| C        | Salvatore Molina    | Atalanta          | fine prestito                 |
| A        | Antonio Palmitessa  | Termoli           | prestito                      |
| P        | Pasquale Pane       | Ischia Isolaverde | definitivo                    |
| C        | Marco Piccinni      | Chieti            | definitivo                    |
| A        | Daniele Simoncelli  |                   | svincolato                    |
| C        | Nakim Youssoufa     | Triestina         | definitivo                    |
| C        | Giacomo Zappacosta  |                   | svincolato                    |

### Operazioni fuori sessione(dal 3/9/2013 al 2/1/2014)
| Acquisti | Acquisti    | Acquisti | Acquisti   |
| R.       | Nome        | da       | Modalità   |
| -------- | ----------- | -------- | ---------- |
| A        | Dejan Žigon |          | definitivo |

| Cessioni | Cessioni             | Cessioni | Cessioni   |
| R.       | Nome                 | a        | Modalità   |
| -------- | -------------------- | -------- | ---------- |
| A        | Antonio Giulio Picci |          | svincolato |
| C        | Jürgen Prutsch       |          | svincolato |

### Sessione invernale(dal 3/1/2014 al 31/1/2014)
| Acquisti | Acquisti           | Acquisti      | Acquisti      |
| R.       | Nome               | da            | Modalità      |
| -------- | ------------------ | ------------- | ------------- |
| C        | Jonathan Bijimine  | Perugia       | prestito      |
| A        | Leandro Campagna   | Parma         | prestito      |
| D        | Ruggiero Cavaliere | Real Barletta | fine prestito |
| A        | Simone Andrea Ganz | Milan         | prestito      |
| C        | Alessio Innocenti  | Milan         | prestito      |
| C        | Demaj Klisman      | Soccer Trani  | fine prestito |
| A        | Antonio Palmitessa | Termoli       | fine prestito |

| Cessioni | Cessioni            | Cessioni     | Cessioni   |
| R.       | Nome                | a            | Modalità   |
| -------- | ------------------- | ------------ | ---------- |
| C        | Riccardo Allegretti | Monza        | definitivo |
| D        | Ruggiero Cavaliere  | Soccer Trani | prestito   |
| C        | Demaj Klisman       | Molfetta     | prestito   |
| D        | Thomas Lorito       | Brindisi     | prestito   |
| A        | Antonio Palmitessa  | Sora         | prestito   |

## Risultati

### Prima Divisione

#### Girone di andata
| Arbitro: | Dei Giudici (Latina) |

|  |           |              |
|  | Marcatori | 49’ Martella |

| Ascoli Piceno 8 settembre 2013, ore 20:30 CEST 2ª giornata | Ascoli             | 0 – 0 referto | Barletta | Stadio Cino e Lillo Del Duca (1.551 spett.)\| Arbitro: \| Giovani (Grosseto) \| |
| Arbitro:                                                   | Giovani (Grosseto) |               |          |                                                                                 |

| Arbitro: | Mainardi (Bergamo) |

|  |           |                        |
|  | Marcatori | 32’ Tiboni 38’ Corvesi |

| Arbitro: | Serra (Torino) |

|               |           |  |
| Altobelli 43’ | Marcatori |  |

| Arbitro: | Baroni (Firenze) |

|  |           |                                |
|  | Marcatori | 24’ (rig.) Ginestra 44’ Guazzo |

| Lecce 6 ottobre 2013, ore 15:00 CEST 6ª giornata | Lecce             | 0 – 0 referto | Barletta | Stadio Via del Mare (3.779 spett.)\| Arbitro: \| Sacchi (Macerata) \| |
| Arbitro:                                         | Sacchi (Macerata) |               |          |                                                                       |

| 13 ottobre 2013 7ª giornata |  | – Turno di riposo Barletta |  |  |

| Arbitro: | Marini (Roma) |

|                            |           |                           |
| Allegretti 52’ Picci 90+5’ | Marcatori | 1’ Carcione 88’ Del Pinto |

| Arbitro: | Pagliardini (Arezzo) |

|                          |           |  |
| De Sena 10’ Novothny 57’ | Marcatori |  |

| Barletta 3 novembre 2013, ore 14:30 CET 10ª giornata | Barletta              | 0 – 0 referto | Perugia | Stadio Cosimo Puttilli (1.628 spett.)\| Arbitro: \| Mangialardi (Pistoia) \| |
| Arbitro:                                             | Mangialardi (Pistoia) |               |         |                                                                              |

| Arbitro: | Lacagnina (Caltanissetta) |

|  |           |           |
|  | Marcatori | 88’ Picci |

| Arbitro: | Bellotti (Verona) |

|  |           |                           |
|  | Marcatori | 37’ Vannucchi 65’ Rosafio |

| Arbitro: | Mainardi (Bergamo) |

|                                                      |           |                         |
| Campagnacci 21’ Buonaiuto 22’ Mengoni 27’ Evacuo 60’ | Marcatori | 74’ Cicerelli 84’ Ilari |

| Arbitro: | Ros (Pordenone) |

|                        |           |                           |
| D'Errico 79’ Ilari 90’ | Marcatori | 24’ Arrighini 45+2’ Pezzi |

| Arbitro: | Piscopo (Imperia) |

|              |           |           |
| Fioretti 64’ | Marcatori | 69’ Ilari |

| Barletta 14 dicembre 2013, ore 14:30 CET 16ª giornata | Barletta      | 0 – 0 referto | Nocerina | Stadio Cosimo Puttilli (1.463 spett.)\| Arbitro: \| Candeo (Este) \| |
| Arbitro:                                              | Candeo (Este) |               |          |                                                                      |

| Grosseto 22 dicembre 2013, ore 14:30 CET 17ª giornata | Grosseto          | 0 – 0 referto | Barletta | Stadio Carlo Zecchini (915 spett.)\| Arbitro: \| Cangiano (Napoli) \| |
| Arbitro:                                              | Cangiano (Napoli) |               |          |                                                                       |

#### Girone di ritorno
| Arbitro: | Melidoni (Frattamaggiore) |

|                            |           |  |
| Martella 52’ Goldaniga 74’ | Marcatori |  |

| Arbitro: | Oliveri (Palermo) |

|                     |           |  |
| D'Errico 51’ (rig.) | Marcatori |  |

| Prato 19 gennaio 2014, ore 14:30 CET 20ª giornata | Prato           | 0 – 0 referto | Barletta | Stadio Lungobisenzio (522 spett.)\| Arbitro: \| Brasi (Seregno) \| |
| Arbitro:                                          | Brasi (Seregno) |               |          |                                                                    |

| Arbitro: | Piscopo (Imperia) |

|                         |           |               |
| Ilari 69’ La Mantia 89’ | Marcatori | 39’ Blanchard |

| Arbitro: | Baroni (Firenze) |

|                                       |           |  |
| Gustavo 36’ Mancini 51’ Mendicino 59’ | Marcatori |  |

| Arbitro: | Serra (Torino) |

|               |           |                        |
| Mantovani 34’ | Marcatori | 58’ Miccoli 68’ Amodio |

| 16 febbraio 2014 Turno di riposo - 24ª giornata |  | – |  |  |

| Arbitro: | Rossi (Rovigo) |

|                         |           |  |
| De Sousa 5’ Maltese 36’ | Marcatori |  |

| Arbitro: | Ranaldi (Tivoli) |

|                                                    |           |                  |
| Mantovani 16’ (rig.) Innocenti 21’ La Mantia 90+3’ | Marcatori | 50’, 60’ William |

| Arbitro: | Tardino (Milano) |

|                                        |           |  |
| Camilleri 12’ (aut.) Eusepi 45+1’, 74’ | Marcatori |  |

| Arbitro: | Mainardi (Bergamo) |

|  |           |                         |
|  | Marcatori | 23’ Falzerano 37’ Addae |

| Arbitro: | Prontera (Bologna) |

|               |           |                                 |
| La Mantia 26’ | Marcatori | 38’ Rosafio 55’ (aut.) Liverani |

| Arbitro: | Martinelli (Roma 2) |

|           |           |                                                       |
| Ilari 55’ | Marcatori | 11’, 23’ Mancosu 67’, 88’ Evacuo 70’ Negro 86’ Di Deo |

| Arbitro: | Lacagnina (Caltanissetta) |

|                                      |           |               |
| Grassi 11’ (rig.), 17’ Arrighini 43’ | Marcatori | 54’ La Mantia |

| Arbitro: | Verdanelli (Foligno) |

|  |           |                                               |
|  | Marcatori | 9’ Sabatino 38’ (rig.) Germinale 51’ Fioretti |

| Nocera Inferiore 27 aprile 2014, ore 15:00 CEST 33ª giornata | Nocerina | 0 – 3 referto | Barletta | Stadio San Francesco d'Assisi |

| Arbitro: | Capraro (Cassino) |

|               |           |                    |
| Cicerelli 16’ | Marcatori | 21’ (rig.) Bombagi |

### Coppa Italia Lega Pro

#### Fase eliminatoria a gironi

##### Girone O
| Arbitro: | Pillitteri (Palermo) |

|             |           |                          |
| Belleri 31’ | Marcatori | 48’ Cane 90+3’ Mantovani |

| Arbitro: | Perotti (Legnano) |

|  |           |           |
|  | Marcatori | 22’ Pinna |

#### Fase a eliminazione diretta
| Arbitro: | Casaluci (Lecce) |

|                                             |           |           |
| Picci 90+1’ (rig.) Cicerelli 97’ Pippa 108’ | Marcatori | 59’ Meola |

| Arbitro: | Luciano (Lamezia Terme) |

|  |           |            |
|  | Marcatori | 74’ Zigoni |

## Statistiche

### Statistiche di squadra
| Competizione             | Punti | In casa | In casa | In casa | In casa | In casa | In casa | In trasferta | In trasferta | In trasferta | In trasferta | In trasferta | In trasferta | Totale | Totale | Totale | Totale | Totale | Totale | DR  |
| Competizione             | Punti | G       | V       | N       | P       | Gf      | Gs      | G            | V            | N            | P            | Gf           | Gs           | G      | V      | N      | P      | Gf     | Gs     | DR  |
| ------------------------ | ----- | ------- | ------- | ------- | ------- | ------- | ------- | ------------ | ------------ | ------------ | ------------ | ------------ | ------------ | ------ | ------ | ------ | ------ | ------ | ------ | --- |
| Lega Pro Prima Divisione | 25    | 16      | 3       | 5       | 8       | 13      | 28      | 16           | 2            | 5            | 9            | 9            | 23           | 32     | 5      | 10     | 17     | 22     | 51     | -29 |
| Coppa Italia Lega Pro    | -     | 3       | 1       | 0       | 2       | 3       | 3       | 1            | 1            | 0            | 0            | 2            | 1            | 4      | 2      | 0      | 2      | 5      | 4      | +1  |
| Totale                   | -     | 19      | 4       | 5       | 10      | 16      | 31      | 17           | 3            | 5            | 9            | 11           | 24           | 36     | 7      | 10     | 19     | 27     | 55     | -28 |

### Andamento in campionato
| Giornata  | 1  | 2  | 3  | 4  | 5  | 6  | 7  | 8  | 9  | 10 | 11 | 12 | 13 | 14 | 15 | 16 | 17 | 18 | 19 | 20 | 21 | 22 | 23 | 24 | 25 | 26 | 27 | 28 | 29 | 30 | 31 | 32 | 33 | 34 |
| --------- | -- | -- | -- | -- | -- | -- | -- | -- | -- | -- | -- | -- | -- | -- | -- | -- | -- | -- | -- | -- | -- | -- | -- | -- | -- | -- | -- | -- | -- | -- | -- | -- | -- | -- |
| Luogo     | C  | T  | C  | T  | C  | T  | -  | C  | T  | C  | T  | C  | T  | C  | T  | C  | T  | T  | C  | T  | C  | T  | C  | -  | T  | C  | T  | C  | T  | C  | T  | C  | T  | C  |
| Risultato | P  | N  | P  | P  | P  | N  | -  | N  | P  | N  | V  | P  | P  | N  | N  | N  | N  | P  | V  | N  | V  | P  | P  | -  | P  | V  | P  | P  | P  | P  | P  | P  | V  | N  |
| Posizione | 16 | 13 | 15 | 16 | 16 | 15 | 16 | 15 | 16 | 16 | 14 | 15 | 16 | 15 | 15 | 15 | 15 | 15 | 14 | 14 | 14 | 14 | 14 | 14 | 14 | 14 | 14 | 14 | 14 | 14 | 15 | 15 | 14 | 14 |

Fonte:  DIVISIONE 1 GIRONE B STATISTICA, su lega-pro.com.
Legenda:

Luogo: C = Casa; T = Trasferta. Risultato: V = Vittoria; N = Pareggio; P = Sconfitta.
- = Turno di riposo.

### Statistiche dei giocatori
| Giocatore      | Lega Pro Prima Divisione | Lega Pro Prima Divisione | Lega Pro Prima Divisione | Lega Pro Prima Divisione | Coppa Italia Lega Pro | Coppa Italia Lega Pro | Coppa Italia Lega Pro | Coppa Italia Lega Pro | Totale   | Totale | Totale      | Totale     |
| Giocatore      | Presenze                 | Reti                     | Ammonizioni              | Espulsioni               | Presenze              | Reti                  | Ammonizioni           | Espulsioni            | Presenze | Reti   | Ammonizioni | Espulsioni |
| -------------- | ------------------------ | ------------------------ | ------------------------ | ------------------------ | --------------------- | --------------------- | --------------------- | --------------------- | -------- | ------ | ----------- | ---------- |
| R. Allegretti  | 6                        | 1                        | 0                        | 0                        | 2                     | 0                     | 1                     | 0                     | 8        | 1      | 1           | 0          |
| M. Arbotti     | -                        | -                        | -                        | -                        | 1                     | 0                     | 0                     | 0                     | 1        | 0      | 0           | 0          |
| R. Basso       | -                        | -                        | -                        | -                        | 1                     | 0                     | 1                     | 0                     | 1        | 0      | 1           | 0          |
| J. Bijimine    | 6                        | 0                        | 0                        | 0                        | -                     | -                     | -                     | -                     | 6        | 0      | 0           | 0          |
| O. Branzani    | 15                       | 0                        | 0                        | 0                        | 2                     | 0                     | 0                     | 0                     | 17       | 0      | 0           | 0          |
| V. Camilleri   | 26                       | 0 (1)                    | 6                        | 1                        | 1                     | 0                     | 1                     | 0                     | 27       | 0      | 7           | 1          |
| L. Campagna    | 8                        | 0                        | 0                        | 0                        | -                     | -                     | -                     | -                     | 8        | 0      | 0           | 0          |
| M. Cane        | 27                       | 0                        | 4                        | 0                        | 3                     | 1                     | 0                     | 0                     | 30       | 1      | 4           | 0          |
| F. Caruso      | -                        | -                        | -                        | -                        | 1                     | 0                     | 0                     | 0                     | 1        | 0      | 0           | 0          |
| D. D. Cascione | 14                       | 0                        | 3                        | 0                        | 3                     | 0                     | 1                     | 0                     | 17       | 0      | 4           | 0          |
| B. Cicerelli   | -                        | -                        | -                        | -                        | 1                     | 0                     | 0                     | 0                     | 1        | 0      | 0           | 0          |
| E. Cicerelli   | 26                       | 2                        | 4                        | 1                        | 3                     | 1                     | 0                     | 0                     | 29       | 3      | 4           | 1          |
| M. Cilli       | 1                        | -2                       | 0                        | 0                        | -                     | -                     | -                     | -                     | 1        | -2     | 0           | 0          |
| A. D'Errico    | 25                       | 2                        | 5                        | 1                        | -                     | -                     | -                     | -                     | 25       | 2      | 5           | 1          |
| F. Di Bella    | 28                       | 0                        | 5                        | 0                        | 1                     | 0                     | 0                     | 0                     | 29       | 0      | 5           | 0          |
| A. Ferreira    | 9                        | 0                        | 1                        | 1                        | 3                     | 0                     | 0                     | 0                     | 12       | 0      | 1           | 1          |
| S. A. Ganz     | 6                        | 0                        | 1                        | 0                        | -                     | -                     | -                     | -                     | 6        | 0      | 1           | 0          |
| D. Guglielmi   | 8                        | 0                        | 0                        | 1                        | -                     | -                     | -                     | -                     | 8        | 0      | 0           | 1          |
| C. Ilari       | 26                       | 5                        | 2                        | 1                        | 2                     | 0                     | 0                     | 0                     | 28       | 5      | 2           | 1          |
| A. Innocenti   | 10                       | 1                        | 2                        | 0                        | -                     | -                     | -                     | -                     | 10       | 1      | 2           | 0          |
| C. La Forgia   | 1                        | 0                        | 0                        | 0                        | 1                     | 0                     | 0                     | 0                     | 2        | 0      | 0           | 0          |
| A. La Mantia   | 14                       | 4                        | 3                        | 0                        | 1                     | 0                     | 1                     | 0                     | 15       | 4      | 4           | 0          |
| G. Legras      | 27                       | 0                        | 4                        | 1                        | 1                     | 0                     | 0                     | 0                     | 28       | 0      | 4           | 1          |
| T. Lorito      | -                        | -                        | -                        | -                        | 1                     | 0                     | 0                     | 0                     | 1        | 0      | 0           | 0          |
| L. Liverani    | 30                       | -46 (1)                  | 2                        | 1                        | 1                     | -1                    | 0                     | 0                     | 31       | -47    | 2           | 1          |
| F. Maccarone   | 17                       | 0                        | 0                        | 2                        | 2                     | 0                     | 0                     | 0                     | 19       | 0      | 0           | 2          |
| J. Mantovani   | 25                       | 2                        | 6                        | 0                        | 3                     | 1                     | 0                     | 0                     | 28       | 3      | 6           | 0          |
| A. Mastroberti | -                        | -                        | -                        | -                        | 2                     | 0                     | 1                     | 0                     | 2        | 0      | 1           | 0          |
| A. Matera      | 1                        | 0                        | 0                        | 0                        | 1                     | 0                     | 0                     | 0                     | 2        | 0      | 0           | 0          |
| G. Morsillo    | 3                        | 0                        | 0                        | 0                        | 3                     | 0                     | 0                     | 0                     | 6        | 0      | 0           | 0          |
| L. Pellegrino  | 1                        | 0                        | 0                        | 0                        | 1                     | 0                     | 0                     | 0                     | 2        | 0      | 0           | 0          |
| A. G. Picci    | 12                       | 2                        | 3                        | 0                        | 2                     | 1                     | 1                     | 0                     | 14       | 3      | 4           | 0          |
| A. Pippa       | 19                       | 0                        | 4                        | 0                        | 1                     | 1                     | 0                     | 0                     | 20       | 1      | 4           | 0          |
| J. Prutsch     | 12                       | 0                        | 2                        | 0                        | 2                     | 0                     | 0                     | 0                     | 14       | 0      | 2           | 0          |
| P. Ranieri     | -                        | -                        | -                        | -                        | 1                     | 0                     | 0                     | 0                     | 1        | 0      | 0           | 0          |
| F. Romeo       | 9                        | 0                        | 3                        | 0                        | 2                     | 0                     | 0                     | 0                     | 11       | 0      | 3           | 0          |
| M. Vaccarecci  | 2                        | -3                       | 0                        | 0                        | 3                     | -3                    | 0                     | 0                     | 5        | -6     | 0           | 0          |
| P. Valentino   | -                        | -                        | -                        | -                        | 1                     | 0                     | 0                     | 0                     | 1        | 0      | 0           | 0          |
| D. Žigon       | 15                       | 0                        | 0                        | 0                        | 2                     | 0                     | 0                     | 0                     | 17       | 0      | 0           | 0          |

## Giovanili

### Organigramma societario
Dal sito internet ufficiale della società
Area direttiva
- Direttore: Gabriele Martino fino al 4 aprile 2014[5]

Area tecnica - Berretti
- Allenatore: Gaetano Pavone
- Allenatore in 2^: Ferdinando Dargenio, fino a ottobre 2013
- Preparatore fisico e atletico: Giuseppe Vino
- Preparatore portieri: Daniele Cilli

Area tecnica - Allievi Nazionali
- Allenatore Allievi Nazionali: Domenico Capurso
- Preparatore atletico: Giuseppe Vino
- Preparatore portieri: Daniele Cilli

Area tecnica - Allievi Regionali
- Allenatore Allievi Nazionali: Domenico Capurso
- Preparatore atletico: Giuseppe Vino
- Preparatore portieri: Daniele Cilli

Area tecnica - Giovanissimi Nazionali
- Allenatore Giovanissimi Nazionali: Antonio Cavaliere, da ottobre 2013 Ferdinando Dargenio
- Preparatore atletico: Maurizio Nanula
- Preparatore portieri: Daniele Cilli

Area organizzativa
- Segretario Generale: Domenico Damato
- Segretario Sportivo: Dario Caporusso
- Accompagnatori Ufficiali: Giuseppe Germano, Alfonso Lavecchia e Ruggiero Scommegna

Area sanitaria
- Medico: Vito Rastelli
- Fisioterapista: Andrea Giuseppe Gissi

### Piazzamenti
- Berretti
  - Campionato: 4º posto nel girone E (47 punti)
- Allievi Nazionali
  - Campionato: 7º posto nel girone G (33 punti)
- Allievi Regionali
  - Campionato: nel girone B fuori classifica
- Giovanissimi Nazionali
  - Campionato: 13º posto nel girone G (13 punti)